# Leichtathletik-Juniorenweltmeisterschaften 2014
Die 15. Leichtathletik-Juniorenweltmeisterschaften fanden vom 22. bis 27. Juli 2014 im Hayward Field in Eugene statt. Die Vergabe wurde durch die IAAF auf ihrem Meeting in Monaco am 11. November 2011 verkündet.
Eugene war als einziger Bewerber übrig geblieben, nachdem die Bahamas wegen Finanzierungsproblemen ihre Kandidatur zurückzogen und die Stadt Kasan die Bewerbungsunterlagen nicht eingereicht hatte.

## Qualifikation
Um an den Meisterschaften teilnehmen zu können, mussten folgende Bedingungen von den Athleten erfüllt sein.
Auszug über die erforderlichen Bedingungen:
- Die Sportler müssen am 31. Dezember 2014 16, 17, 18 oder 19 Jahre alt sein (geboren 1995, 1996, 1997 oder 1998). Wer 1997 oder 1998 geboren wurde, darf maximal an zwei Disziplinen plus einer Staffel teilnehmen. Sind es zwei Laufdisziplinen, darf nur eine davon länger als 200 Meter sein.
- Nur zwei Sportler sind pro Land pro Disziplin startberechtigt. Mit Ausnahme der Staffeln.
- Haben drei Sportler die Leistungen erfüllt, können alle drei auf der Startliste stehen, aber nur zwei dürfen die Disziplin aufnehmen.
- Länder, bei denen sich kein Athlet oder Athletin qualifiziert hat, können einen Sportler für eine Disziplin nennen. Außer für Disziplinen außerhalb der Laufbahn, 10.000-Meter-Lauf, 3000-Meter-Hindernislauf, 5000-Meter-Lauf der Frauen und dem Mehrkampf.
- Länder, deren Athleten sich nicht qualifiziert haben, dass aber den Start eines Sportlers wünscht, weil er/sie durch gute Leistungen einer nicht Laufbahndisziplin bei Veranstaltungen aufgefallen ist, können dies der IAAF mitteilen. Die IAAF wird dann darüber entscheiden, ob eine Starterlaubnis erteilt wird.
- Hat sich aus dem Ausrichterland kein Sportler für eine Disziplin qualifiziert, erhält es trotzdem für eine Athletin oder einen Athleten ein Startberechtigung für diese Disziplin.

Weitere Bedingungen finden sich in dieser PDF-Datei.

### Qualifikationsleistungen
| Disziplin          | Frauen       | Männer                                                                    |
| ------------------ | ------------ | ------------------------------------------------------------------------- |
| 100 m              | 11,90 s      | 10,55 s                                                                   |
| 400 m              | 55,25 s      | 47,70 s                                                                   |
| 800 m              | 2:09,10 min  | 1:50,50 min                                                               |
| 1500 m             | 4:28,00 min  | 3:48,00 min                                                               |
| 3000 m             | 9:35,00 min  | 8:15,00 min                                                               |
| 5000 m             |              | 14:15,00 min                                                              |
| 10.000 m           |              | 31:29,30 min                                                              |
| 10 km Gehen        | 51:00,00 min | 44:20,00 min                                                              |
| 100 m Hürden       | 14,20 s      |                                                                           |
| 110 m Hürden       |              | 14,64 s (1,067 m) 14,24 s (0,995 m)                                       |
| 400 m Hürden       | 60,75 s      | 53,30 s                                                                   |
| Hochsprung         | 1,82 m       | 2,16 m                                                                    |
| Stabhochsprung     | 3,95 m       | 5,05 m                                                                    |
| Weitsprung         | 6,10 m       | 7,55 m                                                                    |
| Dreisprung         | 12,90 m      | 15,60 m                                                                   |
| Kugelstoßen 6 kg   | 14,30 m      | 18,25 m                                                                   |
| Diskuswurf 1,75 kg | 47,50 m      | 55,00 m                                                                   |
| Hammerwurf 6 kg    | 57,00 m      | 67,50 m                                                                   |
| Speerwurf          | 49,00 m      | 68,50 m                                                                   |
| Siebenkampf        | 5250 Punkte  |                                                                           |
| Zehnkampf          |              | 6875 Punkte (1,067 m; 7,26 kg; 2 kg) 7090 Punkte (0,995 m; 6 kg; 1,75 kg) |

## Männer

### 100 m
| Platz | Athlet           | Land | Zeit (s) |
| ----- | ---------------- | ---- | -------- |
| 1     | Kendal Williams  | USA  | 10,21 PB |
| 2     | Trayvon Bromell  | USA  | 10,28    |
| 3     | Yoshihide Kiryū  | JPN  | 10,34    |
| 4     | Levi Cadogan     | BAR  | 10,39    |
| 5     | Cejhae Greene    | ANT  | 10,43    |
| 6     | Ojie Edoburun    | GBR  | 10,45    |
| 7     | Andre Azonwanna  | CAN  | 10,46    |
| 8     | Jonathan Farinha | TTO  | 10,47    |

Datum: 23. Juli, 20:55 Uhr
Teilnehmer aus deutschsprachigen Ländern, der im Vorlauf ausschied:
Sebastian Schürman  GER, 10,85

### 200 m
| Platz | Athlet           | Land | Zeit (s) |
| ----- | ---------------- | ---- | -------- |
| 1     | Trentavis Friday | USA  | 20,04    |
| 2     | Divine Oduduru   | NGR  | 20,25    |
| 3     | Michael O’Hara   | JAM  | 20,31    |
| 4     | Yūki Koike       | JPN  | 20,34    |
| 5     | Zharnel Hughes   | AIS  | 20,73    |
| 6     | Masaharu Mori    | JPN  | 20,84    |
| 7     | Thomas Somers    | GBR  | 20,92    |
| 8     | Jonathan Farinha | TTO  | 21,09    |

Datum: 25. Juli, 20:10 Uhr
Teilnehmer aus deutschsprachigen Ländern, der im Vorlauf ausschied:
Silvan Wicki  SUI, 21,86

### 400 m
| Platz | Athlet                    | Land | Zeit (s)  |
| ----- | ------------------------- | ---- | --------- |
| 1     | Machel Cedenio            | TTO  | 45,13 WJL |
| 2     | Nobuya Kato               | JPN  | 46,17 SB  |
| 3     | Abubakar Abbas            | BRN  | 46,20     |
| 4     | Alexander Lerionka Sampao | KEN  | 46,55     |
| 5     | Jack Crosby               | GBR  | 46,63     |
| 6     | Lamar Bruton-Grinnage     | USA  | 46,75     |
| 7     | Kaisei Yui                | JPN  | 47,08     |
| 8     | Tyler Brown               | USA  | 47,30     |

Datum: 24. Juli, 19:45 Uhr

### 800 m
| Platz | Athlet                    | Land | Zeit (min)  |
| ----- | ------------------------- | ---- | ----------- |
| 1     | Alfred Kipketer           | KEN  | 1:43,95 WJL |
| 2     | Joshua Tiampati Masikonde | KEN  | 1:45,14 PB  |
| 3     | Andreas Almgren           | SWE  | 1:45,65 NJR |
| 4     | Thiago André              | BRA  | 1:46,06 PB  |
| 5     | Jena Umar                 | ETH  | 1:46,23 PB  |
| 6     | Tre'tez Kinnaird          | USA  | 1:47,13 PB  |
| 7     | Kalle Berglund            | SWE  | 1:47,31 PB  |
| 8     | Kyle Langford             | GBR  | 1:55,21     |

Datum: 27. Juli, 16:15 Uhr
Teilnehmer aus deutschsprachigen Ländern, die im Halbfinale ausschieden:
Nikolaus Franzmair  AUT, 1:48,94
Dominik Stadlmann  AUT, 1:52,73
Teilnehmer aus deutschsprachigen Ländern, die im Vorlauf ausschieden:
Jonas Schöpfer  SUI, 1:52,26
Marc Reuther  GER, 1:52,33

### 1500 m
| Platz | Athlet                    | Land | Zeit (min) |
| ----- | ------------------------- | ---- | ---------- |
| 1     | Jonathan Kiplimo Sawe     | KEN  | 3:40,02 SB |
| 2     | Abdi Waiss Mouhyadin      | DJI  | 3:41,38    |
| 3     | Hillary Cheruiyot Ngetich | KEN  | 3:41,61 SB |
| 4     | Thiago André              | BRA  | 3:42,58    |
| 5     | Zak Patterson             | AUS  | 3:44,21 PB |
| 6     | Jan Petrac                | SLO  | 3:44,39    |
| 7     | Julius Lawnik             | GER  | 3:44,96    |
| 8     | Alexis Miellet            | FRA  | 3:45,28    |

Datum: 24. Juli, 20:40 Uhr
Weiterer Teilnehmer aus deutschsprachigen Ländern, der im Vorlauf ausschied:
Sebastian Hendel  GER, 3:54,59

### 5000 m
| Platz | Athlet                    | Land | Zeit (min)  |
| ----- | ------------------------- | ---- | ----------- |
| 1     | Yomif Kejelcha            | ETH  | 13:25,19 PB |
| 2     | Yasin Haji                | ETH  | 13:26,21 PB |
| 3     | Moses Letoyie             | KEN  | 13:28,11    |
| 4     | Joshua Kiprui Cheptegei   | UGA  | 13:32,84 PB |
| 5     | Fredrick Kipkosgei Kiptoo | KEN  | 13:35,39    |
| 6     | Phillip Kipyeko           | UGA  | 13:40,55    |
| 7     | Tsegay Tuemay             | ERI  | 13:50,78    |
| 8     | Justyn Knight             | CAN  | 14:08,93 PB |

Datum: 25. Juli, 20:45 Uhr
Teilnehmer aus deutschsprachigen Ländern:
Platz 18: Julien Wanders  SUI, 14:50,38

### 10.000 m

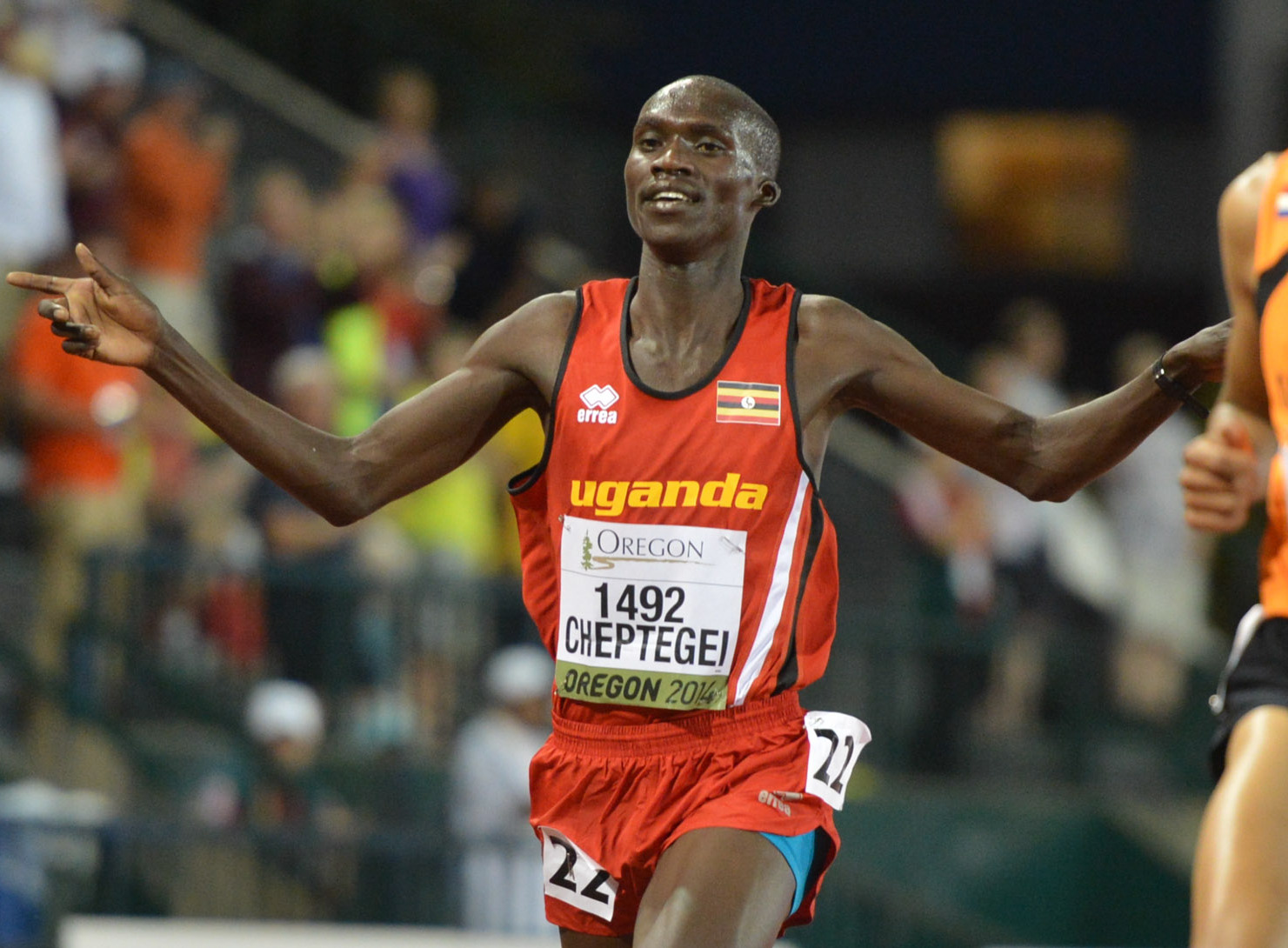
Joshua Kiprui Cheptegei

| Platz | Athlet                    | Land | Zeit (min)  |
| ----- | ------------------------- | ---- | ----------- |
| 1     | Joshua Kiprui Cheptegei   | UGA  | 28:32,86    |
| 2     | Elvis Kipchoge Cheboi     | KEN  | 28:35,20    |
| 3     | Nicholas Mboroto Kosimbei | KEN  | 28:38,68    |
| 4     | Afewerki Berhane          | ERI  | 28:45,83 PB |
| 5     | Abdallah Kibet Mande      | UGA  | 28:53,77    |
| 6     | Yihunilign Adane          | ETH  | 28:54,84    |
| 7     | Keisuke Nakatani          | JPN  | 29:11,40    |
| 8     | Hazuma Hattori            | JPN  | 29:12,74    |

Datum: 22. Juli, 20:35 Uhr

### 10 km Gehen
| Platz | Athlet               | Land | Zeit (min)   |
| ----- | -------------------- | ---- | ------------ |
| 1     | Daisuke Matsunaga    | JPN  | 39:27,19 CR  |
| 2     | Diego García         | ESP  | 39:51,59 NJR |
| 3     | Paolo Yurivilca      | PER  | 40:02,07 NJR |
| 4     | Yuga Yamashita       | JPN  | 40:15,27 PB  |
| 5     | Nikolay Markov       | RUS  | 40:22,48 PB  |
| 6     | Zaharías Tsamoudákis | GRE  | 40:35,89 NJR |
| 7     | Ricardo Ortíz        | MEX  | 40:40,31 PB  |
| 8     | Rui Wang             | CHN  | 40:48,62 SB  |

Datum: 25. Juli, 10:00 Uhr
Teilnehmer aus deutschsprachigen Ländern:
Jonathan Hilbert  GER, 43:02,55 SB
Nathaniel Seiler  GER, 43:12,78 SB

### 110 m Hürden (99,0 cm)
| Platz | Athlet            | Land | Zeit (s)  |
| ----- | ----------------- | ---- | --------- |
| 1     | Wilhem Belocian   | FRA  | 12,99 WJR |
| 2     | Tyler Mason       | JAM  | 13,06 AJR |
| 3     | David Omoregie    | GBR  | 13,35     |
| 4     | Wellington Zaza   | LBR  | 13,38 AJR |
| 5     | Benjamin Sédécias | FRA  | 13,47     |
| 6     | Ruebin Walters    | TTO  | 13,52 PB  |
| 7     | Francisco López   | ESP  | 13,55 NJR |
| 8     | Nick Anderson     | USA  | 13,93     |

Datum: 24. Juli, 19:35 Uhr
Teilnehmer aus deutschsprachigen Ländern:
Im Halbfinale ausgeschieden:
Patrick Elger  GER, 13,84
Im Vorlauf ausgeschieden:
Maurus Meyer  SUI, 14,02
Alain-Hervé Mfomkpa  SUI, 14,09

### 400 m Hürden
| Platz | Athlet            | Land | Zeit (s)  |
| ----- | ----------------- | ---- | --------- |
| 1     | Jaheel Hyde       | JAM  | 49,29 WJL |
| 2     | Ali Khamis Khamis | BRN  | 49,55 NJR |
| 3     | Tim Holmes        | USA  | 50,07     |
| 4     | Jonas Hanssen     | GER  | 51,07     |
| 5     | Sihang Yi         | CHN  | 51,32 PB  |
| 6     | Leandro Zamora    | CUB  | 51,49     |
| 7     | José Luis Gaspar  | CUB  | 51,71     |
|       | Ruan Mentz        | RSA  | DNF       |

Datum: 25. Juli, 19:35 Uhr
Weiterer Teilnehmer aus deutschsprachigen Ländern, der im Vorlauf ausschied:
Dany Brand  SUI, 53,32

### 3000 m Hindernis
| Platz | Athlet                | Land | Zeit (min) |
| ----- | --------------------- | ---- | ---------- |
| 1     | Barnabas Kipyego      | KEN  | 8:25,57    |
| 2     | Titus Kipruto Kibiego | KEN  | 8:26,15    |
| 3     | Evans Chematot        | BRN  | 8:32,61 PB |
| 4     | Soufiane el-Bakkali   | MAR  | 8:34,98    |
| 5     | Hailemariyam Amare    | ETH  | 8:42,00 PB |
| 6     | Yohanes Chiappinelli  | ITA  | 8:43,18 PB |
| 7     | Meresa Kahsay         | ETH  | 8:44,15    |
| 8     | Ali Messaoudi         | ALG  | 8:45,20    |

Datum: 27. Juli, 15:30 Uhr
Teilnehmer aus deutschsprachigen Ländern:
Platz 12: Patrick Karl  GER, 9:03,16

### 4 × 100 m Staffel
| Platz | Land                | Athleten                                                               | Zeit (s)  |
| ----- | ------------------- | ---------------------------------------------------------------------- | --------- |
| 1     | Vereinigte Staaten  | Jalen Miller Trayvon Bromell Kendal Williams Trentavis Friday          | 38,70 WJL |
| 2     | Japan               | Takuya Kawakami Yoshihide Kiryū Yūki Koike Masaharu Mori               | 39,02 SB  |
| 3     | Jamaika             | Raheem Robinson Michael O’Hara Edward Clarke Jevaughn Minzie           | 39,12 SB  |
| 4     | Volksrepublik China | Mo Youxue Liang Jinsheng Lin Renkeng Li Zhe                            | 39,51 NJR |
| 5     | Nigeria             | Omeiza John Akerele Tega Odele Ini-Oluwa Victor Oye Divine Oduduru     | 39,66 SB  |
| 6     | Trinidad und Tobago | Holland Cabara Jonathan Farinha Micah Ballantyne John Mark Constantine | 39,92 SB  |
| 7     | Australien          | Josh Clarke Jesse Usoalii Jacob Despard Anthony Collum                 | 40,09 SB  |
| 8     | Thailand            | Teerasak Sunthanon Kacha Sawangyen Natthawut Chuchuai Pooriphat Kaijun | DNF       |

Datum: 26. Juli, 17:35 Uhr

### 4 × 400 m Staffel
| Platz | Land                   | Athleten                                                          | Zeit (min)  |
| ----- | ---------------------- | ----------------------------------------------------------------- | ----------- |
| 1     | Vereinigte Staaten     | Josephus Lyles Tyler Brown Ricky Morgan Michael Cherry            | 3:03,31 WJL |
| 2     | Japan                  | Julian Walsh Kaisei Yui Takamasa Kitagawa Nobuya Kato             | 3:04,11 AJR |
| 3     | Jamaika                | Twayne Crooks Martin Manley Nathon Allen Jaheel Hyde              | 3:04,47 SB  |
| 4     | Vereinigtes Königreich | Ben Snaith Thomas Somers Elliot Rutter Jack Crosby                | 3:06,42 SB  |
| 5     | Australien             | James Kermond Sam Reiser Joshua Robinson Daniel Forsyth           | 3:06,80 SB  |
| 6     | Bahamas                | Henri Delauze Janeko Cartwright Steven Gardiner Kinard Rolle      | 3:08,08     |
|       | Botswana               | Keetile Unoda Baboloki Thebe Leungo Scotch Karabo Sibanda         | DSQ 1       |
|       | Südafrika              | Sonwabiso Skhosana Eckhardt Rossouw Berend Koekemoer Jon Seeliger | DSQ 2       |

Datum: 27. Juli, 17:00 Uhr
Teilnehmer aus deutschsprachigen Ländern, die im Vorlauf ausschieden:
Steffen Schattner, Jakob Krempin, Constantin Schmidt, Laurin Walter  GER, 3:10,75

### Hochsprung
| Platz | Athlet           | Land | Höhe (m) |
| ----- | ---------------- | ---- | -------- |
| 1     | Michail Akimenko | RUS  | 2,24 PB  |
| 2     | Dsmitryj Nabokau | BLR  | 2,24 PB  |
| 3     | Woo Sang-hyeok   | KOR  | 2,24 PB  |
| 4     | Christoff Bryan  | JAM  | 2,24 PB  |
| 5     | Falk Wendrich    | GER  | 2,22 SB  |
| 6     | Danil Lyssenko   | RUS  | 2,22     |
| 7     | Chris Kandu      | GBR  | 2,20     |
| 8     | Joel Baden       | AUS  | 2,17     |

Datum: 25. Juli, 18:30 Uhr
Weiterer Teilnehmer aus deutschsprachigen Ländern:
Platz 9: Tobias Potye  GER, 2,17

### Stabhochsprung
| Platz | Athlet         | Land | Höche (m) |
| ----- | -------------- | ---- | --------- |
| 1     | Axel Chapelle  | FRA  | 5,55 WJL  |
| 2     | Daniil Kotow   | RUS  | 5,50 PB   |
| 3     | Oleg Zernikel  | GER  | 5,50 PB   |
| 4     | Devin King     | USA  | 5,50 PB   |
| 5     | Huang Bokai    | CHN  | 5,45 PB   |
|       | Leonid Kobelew | RUS  | 5,45 PB   |
| 7     | Jack Hicking   | AUS  | 5,40 PB   |
| 8     | Adam Hague     | GBR  | 5,35 PB   |

Datum: 26. Juli, 14:30 Uhr
Weitere Teilnehmer aus deutschsprachigen Ländern, die in der Qualifikation ausschieden:
Lamin Krubally  GER, 5,00
Matthias Freinberger  AUT, 4,70
Lukas Wirth  AUT, NM

### Weitsprung
| Platz | Athlet              | Land | Weite (m) |
| ----- | ------------------- | ---- | --------- |
| 1     | Wang Jianan         | CHN  | 8,08      |
| 2     | Lin Qing            | CHN  | 7,94      |
| 3     | Shōtarō Shiroyama   | JPN  | 7,83      |
| 4     | Travonn White       | USA  | 7,72      |
| 5     | Kodai Sakuma        | JPN  | 7,71 PB   |
| 6     | José Luis Despaigne | CUB  | 7,71 SB   |
| 7     | Cédric Dufag        | FRA  | 7,67      |
| 8     | Thobias Montler     | SWE  | 7,65      |

Datum: 24. Juli, 18:35 Uhr

### Dreisprung
| Platz | Athlet          | Land | Weite (m) |
| ----- | --------------- | ---- | --------- |
| 1     | Lázaro Martínez | CUB  | 17,13 CR  |
| 2     | Max Heß         | GER  | 16,55 PB  |
| 3     | Mateus de Sá    | BRA  | 16,47 NJR |
| 4     | Andy Díaz       | CUB  | 16,43     |
| 5     | Lewon Aghasjan  | ARM  | 16,28     |
| 6     | Fang Yaoqing    | CHN  | 16,15     |
| 7     | Ryōma Yamamoto  | JPN  | 15,89     |
| 8     | Álvaro Cortez   | CHI  | 15,88 NJR |

Datum: 27. Juli, 15:05 Uhr
Weiterer Teilnehmer aus deutschsprachigen Ländern, der in der Qualifikation ausschied:
Tobias Hell  GER, 15,30

### Kugelstoßen (6 kg)
| Platz | Athlet              | Land | Weite (m) |
| ----- | ------------------- | ---- | --------- |
| 1     | Konrad Bukowiecki   | POL  | 22,06 WJL |
| 2     | Denzel Comenentia   | NED  | 20,17 PB  |
| 3     | Braheme Days        | USA  | 20,01     |
| 4     | Mohamed Magdi Hamza | EGY  | 19,85 PB  |
| 5     | Osman Can Özdeveci  | TUR  | 19,58 NJR |
| 6     | Martin Marković     | CRO  | 19,57 PB  |
| 7     | Amir Ali Patterson  | USA  | 19,20     |
| 8     | Mostafa Amr Hassan  | EGY  | 19,20     |

Datum: 24. Juli, 18:05 Uhr
Teilnehmer aus deutschsprachigen Ländern:
Platz 11: Henning Prüfer  GER, 19,01
Platz 12: Patrick Müller  GER, 19,00

### Diskuswurf (1,750 kg)
| Platz | Athlet                | Land | Weite (m) |
| ----- | --------------------- | ---- | --------- |
| 1     | Martin Marković       | CRO  | 66,94 WJL |
| 2     | Henning Prüfer        | GER  | 64,18 PB  |
| 3     | Sven Martin Skagestad | NOR  | 63,21     |
| 4     | Matthew Denny         | AUS  | 62,73     |
| 5     | Ola Stunes Isene      | NOR  | 61,83     |
| 6     | Mitchell Cooper       | AUS  | 61,77 PB  |
| 7     | Gian Piero Ragonesi   | ITA  | 60,47 PB  |
| 8     | Ryan Njegovan         | USA  | 59,56     |

Datum: 26. Juli, 16:05 Uhr
Weiterer Teilnehmer aus deutschsprachigen Ländern:
Platz 12: Maximillian Klaus  GER, 55,10

### Hammerwurf (6 kg)
| Platz | Athlet                | Land | Weite (m) |
| ----- | --------------------- | ---- | --------- |
| 1     | Ashraf Amgad el-Seify | QAT  | 84,71 WJL |
| 2     | Bence Pásztor         | HUN  | 79,99     |
| 3     | Ilja Terentjew        | RUS  | 76,31     |
| 4     | Alexei Mikhailov      | GER  | 75,88 PB  |
| 5     | Matija Gregurić       | CRO  | 75,71     |
| 6     | Igor Jewsejew         | RUS  | 74,65     |
| 7     | Maxim Miskou          | BLR  | 74,11     |
| 8     | Joaquín Gómez         | ARG  | 73,67     |

Datum: 25. Juli, 18:00 Uhr

### Speerwurf
| Platz | Athlet            | Land | Weite (m) |
| ----- | ----------------- | ---- | --------- |
| 1     | Gatis Čakšs       | LAT  | 74,04 PB  |
| 2     | Matija Muhar      | SLO  | 72,97     |
| 3     | Andrian Mardare   | MDA  | 72,81     |
| 4     | Jonas Bonewit     | GER  | 71,62     |
| 5     | Shakeil Waithe    | TTO  | 70,78     |
| 6     | Edis Matusevičius | LTU  | 70,58     |
| 7     | Ioannis Kyriazis  | GRE  | 70,38     |
| 8     | Shu Mori          | JPN  | 69,73     |

Datum: 27. Juli, 15:25 Uhr

### Zehnkampf
| Platz | Athlet              | Land | Punkte   |
| ----- | ------------------- | ---- | -------- |
| 1     | Jiří Sýkora         | CZE  | 8135 CR  |
| 2     | Cedric Dubler       | AUS  | 8094 AJR |
| 3     | Tim Nowak           | GER  | 7980 NJR |
| 4     | Jewgeni Lichanow    | RUS  | 7788 SB  |
| 5     | Roman Kondratjew    | RUS  | 7780 PB  |
| 6     | Harrison Williams   | USA  | 7760 PB  |
| 7     | Fredriech Pretorius | RSA  | 7689     |
| 8     | Gabriel Moore       | USA  | 7619 PB  |

Datum: 22. bis 23. Juli
Weitere Teilnehmer aus deutschsprachigen Ländern:
Platz 14: Jan Deuber  SUI, 7413 NJR
Platz 18: Luca Bernaschina  SUI, 7242 PB
Fabian Christ  GER, DNF

## Frauen

### 100 m
| Platz | Athletin          | Land | Zeit (s) |
| ----- | ----------------- | ---- | -------- |
| 1     | Dina Asher-Smith  | GBR  | 11,23    |
| 2     | Ángela Tenorio    | ECU  | 11,39    |
| 3     | Kaylin Whitney    | USA  | 11,45    |
| 4     | Desiree Henry     | GBR  | 11,56    |
| 5     | Ewa Swoboda       | POL  | 11,59    |
| 6     | Irene Ekelund     | SWE  | 11,61    |
| 7     | Ariana Washington | USA  | 11,64    |
| 8     | Andrea Purica     | VEN  | 11,76    |

Datum: 23. Juli, 20:40 Uhr
Teilnehmerinnen aus deutschsprachigen Ländern, die im Vorlauf ausschieden:
Lisa Marie Kwayie  GER, 11,95
Ajla Del Ponte  SUI, 11,99
Nina Braun  GER, 12,08
Alexandra Toth  AUT, 12,36

### 200 m
| Platz | Athletin          | Land | Zeit (s) |
| ----- | ----------------- | ---- | -------- |
| 1     | Kaylin Whitney    | USA  | 22,82    |
| 2     | Irene Ekelund     | SWE  | 22,97    |
| 3     | Ángela Tenorio    | ECU  | 23,15    |
| 4     | Shannon Hylton    | GBR  | 23,25    |
| 5     | Jada Martin       | USA  | 23,35    |
| 6     | Arialis Gandulla  | CUB  | 23,48    |
| 7     | Natalliah Whyte   | JAM  | 23,48    |
| 8     | Gina Lückenkemper | GER  | 23,50    |

Datum: 25. Juli, 19:55 Uhr
Weitere Teilnehmerinnen aus deutschsprachigen Ländern:
Im Halbfinale ausgeschieden:
Sarah Atcho  SUI, 23,82
Im Vorlauf ausgeschieden:
Savannah Mapalagama  AUT, 24,68

### 400 m
| Platz | Athletin          | Land | Zeit (s) |
| ----- | ----------------- | ---- | -------- |
| 1     | Kendall Baisden   | USA  | 51,85    |
| 2     | Gilda Casanova    | CUB  | 52,59    |
| 3     | Olivia Baker      | USA  | 53,00    |
| 4     | Laura Müller      | GER  | 53,40    |
| 5     | Jana Glotowa      | RUS  | 53,63    |
| 6     | Edidiong Odiong   | NGR  | 54,06    |
| 7     | Christian Brennan | CAN  | 54,15    |
| 8     | Susanne Walli     | AUT  | 54,61    |

Datum: 25. Juli, 20:30 Uhr
Weitere Teilnehmerinnen aus deutschsprachigen Ländern, die im Halbfinale ausgeschieden:
Ann-Kathrin Kopf  GER, 53,95
Chelsea Zoller  SUI, 55,47

### 800 m
| Platz | Athletin                 | Land | Zeit (min) |
| ----- | ------------------------ | ---- | ---------- |
| 1     | Margaret Nyairera Wambui | KEN  | 2:00,49 PB |
| 2     | Sahily Diago             | CUB  | 2:02,11    |
| 3     | Georgia Wassall          | AUS  | 2:02,71    |
| 4     | Georgia Griffith         | AUS  | 2:04,12    |
| 5     | Sara Souhi               | MAR  | 2:06,16    |
| 6     | Zeyituna Mohammed        | ETH  | 2:09,38    |
|       | Maximila Imali           | KEN  | DNF        |
|       | Aníta Hinriksdóttir      | ISL  | DNF        |

Datum: 24. Juli, 20:00 Uhr
Teilnehmerinnen aus deutschsprachigen Ländern:
Im Halbfinale ausgeschieden:
Sarah Schmidt  GER, 2:08,60
Alina Ammann  GER, 2:10,03
Im Vorlauf ausgeschieden:
Livia Müller  SUI, 2:07,50 PB

### 1500 m
| Platz | Athletin                 | Land | Zeit (min) |
| ----- | ------------------------ | ---- | ---------- |
| 1     | Dawit Seyaum             | ETH  | 4:09,86    |
| 2     | Gudaf Tsegay             | ETH  | 4:10,83    |
| 3     | Sheila Chepngetich Keter | KEN  | 4:11,21 PB |
| 4     | Elise Cranny             | USA  | 4:12,82    |
| 5     | Sofia Ennaoui            | KEN  | 4:13,06    |
| 6     | Alexa Efraimson          | USA  | 4:13,31    |
| 7     | Winfred Mbithe           | KEN  | 4:13,80 PB |
| 8     | Bobby Clay               | GBR  | 4:16,47 SB |

Datum: 27. Juli, 15:55 Uhr

### 3000 m
| Platz | Athletin                     | Land | Zeit (min) |
| ----- | ---------------------------- | ---- | ---------- |
| 1     | Mary Cain                    | USA  | 8:58,49    |
| 2     | Lilian Kasait Rengeruk       | KEN  | 9:00,53    |
| 3     | Valentina Chepkwemoi Mateiko | KEN  | 9:00,79 PB |
| 4     | Nozomi Musembi Takamatsu     | JPN  | 9:02,85 PB |
| 5     | Etagegn Woldu                | ETH  | 9:06,42    |
| 6     | Emine Hatun Tuna             | TUR  | 9:06,85 PB |
| 7     | Jessica Hull                 | AUS  | 9:08,85 PB |
| 8     | Weini Kelati                 | ERI  | 9:12,32 PB |

Datum: 24. Juli, 20:15 Uhr

### 5000 m
| Platz | Athletin          | Land | Zeit (min)   |
| ----- | ----------------- | ---- | ------------ |
| 1     | Alemitu Heroye    | ETH  | 15:10,08     |
| 2     | Alemitu Hawi      | ETH  | 15:10,46 PB  |
| 3     | Agnes Jebet Tirop | KEN  | 15:43,12     |
| 4     | Stella Chesang    | UGA  | 15:53,85 NJR |
| 5     | Loice Chemnung    | KEN  | 15:55,17     |
| 6     | Maki Izumida      | JPN  | 15:55,26     |
| 7     | Courtney Powell   | AUS  | 15:56,00 PB  |
| 8     | Fuyuka Kimura     | JPN  | 15:59,72     |

Datum: 23. Juli, 19:40 Uhr

### 10 km Gehen
| Platz | Athletin          | Land | Zeit (min)   |
| ----- | ----------------- | ---- | ------------ |
| 1     | Anežka Drahotová  | CZE  | 42:47,25 WJR |
| 2     | Wang Na           | CHN  | 44:02,64 PB  |
| 3     | Ni Yuanyuan       | CHN  | 44:16,72 PB  |
| 4     | Laura García-Caro | ESP  | 44:32,84 NJR |
| 5     | María Pérez       | ESP  | 44:57,30 PB  |
| 6     | Rena Goto         | JPN  | 45:54,07 PB  |
| 7     | Kana Minemura     | JPN  | 46:22,88 PB  |
| 8     | Stefany Coronado  | BOL  | 46:42,08 NJR |

Datum: 23. Juli, 10:25 Uhr

### 100 m Hürden
| Platz | Athletin               | Land | Zeit (s)  |
| ----- | ---------------------- | ---- | --------- |
| 1     | Kendell Williams       | USA  | 12,89 CR  |
| 2     | Dior Hall              | USA  | 12,92 PB  |
| 3     | Nadine Visser          | NED  | 12,99 NJR |
| 4     | Yasmin Miller          | GBR  | 13,13 NJR |
| 5     | Génesis Romero         | VEN  | 13,26 NJR |
| 6     | Sarah Missinne         | BEL  | 13,29 PB  |
| 7     | Reetta Hurske          | FIN  | 13,69     |
|       | Elisa Girard-Mondoloni | FRA  | DNF       |

Datum: 27. Juli, 15:10 Uhr
Teilnehmerinnen aus deutschsprachigen Ländern, die im Vorlauf ausgeschieden:
Irina Strebel  SUI, 14,02
Majella Hauri  SUI, 14,06

### 400 m Hürden
| Platz | Athletin            | Land | Zeit (s)  |
| ----- | ------------------- | ---- | --------- |
| 1     | Shamier Little      | USA  | 55,66     |
| 2     | Shona Richards      | GBR  | 56,16 NJR |
| 3     | Jade Miller         | USA  | 56,22 PB  |
| 4     | Zurian Hechavarría  | CUB  | 56,89 NJR |
| 5     | Mariam Abdul-Rashid | CAN  | 57,42 PB  |
| 6     | Genekee Leith       | JAM  | 58,33     |
| 7     | Ayomide Folorunso   | ITA  | 58,34 PB  |
| 8     | Joan Medjid         | FRA  | 58,84     |

Datum: 26. Juli, 16:10 Uhr
Teilnehmerinnen aus deutschsprachigen Ländern, die im Halbfinale ausgeschieden:
Laura Gläsner  GER, 1:00,72
Jackie Baumann  GER, 1:00,87

### 3000 m Hindernis
| Platz | Athletin              | Land | Zeit (min) |
| ----- | --------------------- | ---- | ---------- |
| 1     | Ruth Jebet            | BRN  | 9:36,74    |
| 2     | Rosefline Chepngetich | KEN  | 9:40,28 PB |
| 3     | Daisy Jepkemei        | KEN  | 9:47,65 SB |
| 4     | Buzuayehu Mohamed     | ETH  | 9:48,66    |
| 5     | Weynshet Ansa         | ETH  | 9:59,31    |
| 6     | Zulema Arenas         | PER  | 9:59,38    |
| 7     | Rosa Flanagan         | NZL  | 10:04,01   |
| 8     | Rosemary Mumo Katua   | BRN  | 10:21,59   |

Datum: 26. Juli, 16:55 Uhr
Teilnehmerinnen aus deutschsprachigen Ländern:
Platz 10: Tina Donder  GER, 10:24,04
Im Vorlauf ausgeschieden:
Ronja Böhrer  GER, 10:25,43
Julia Millonig  AUT, 10:42,56
Barblin Remund  SUI, 10:54,47
Chiara Scherrer  SUI, 11:05,00

### 4 × 100 m Staffel
| Platz | Land                | Athletinnen                                                          | Zeit (s)  |
| ----- | ------------------- | -------------------------------------------------------------------- | --------- |
| 1     | Vereinigte Staaten  | Teahna Daniels Ariana Washington Jada Martin Kaylin Whitney          | 43,46 WJL |
| 2     | Jamaika             | Sashalee Forbes Kedisha Dallas Saqukine Cameron Natalliah Whyte      | 43,97 SB  |
| 3     | Deutschland         | Lisa Marie Kwayie Lisa Mayer Gina Lückenkemper Chantal Butzek        | 44,65 SB  |
| 4     | Trinidad und Tobago | Aaliyah Telesford Zakiya Denoon Mauricia Prieto Kayelle Clarke       | 44,75     |
| 5     | Schweiz             | Majella Hauri Ajla Del Ponte Sarah Atcho Irina Strebel               | 45,02 SB  |
| 6     | Japan               | Sayaka Adachi Anna Doi Tomoka Tsuchihashi Maho Takamori              | 45,40     |
|       | Bahamas             | Devynne Charlton Carmiesha Cox Brianne Bethel Keianna Albury         | DSQ 3     |
|       | Brasilien           | Leticia de Souza Vitória Cristina Rosa Mirna da Silva Tamiris de Liz | DNF       |

Datum: 26. Juli, 17:20 Uhr

 Sina Mayer Ersatzläuferin

### 4 × 400 m Staffel
| Platz | Land                   | Athletinnen                                                                     | Zeit (min)  |
| ----- | ---------------------- | ------------------------------------------------------------------------------- | ----------- |
| 1     | Vereinigte Staaten     | Shamier Little Olivia Baker Shakima Wimbley Kendall Baisden                     | 3:30,42 WJL |
| 2     | Vereinigtes Königreich | Shona Richards Loren Bleaken Sabrina Bakare Cheriece Hylton                     | 3:32,00 PB  |
| 3     | Deutschland            | Laura Müller Hannah Mergenthaler Laura Gläsner Ann-Kathrin Kopf                 | 3:33.02 SB  |
| 4     | Kanada                 | Taylor Sharpe Kendra Clarke Christian Brennan Madeline Price                    | 3:33,17 NJR |
| 5     | Nigeria                | Praise Idamadudu Jennifer Adaeze Edobi Yinka Ajayi Edidiong Odiong              | 3:35,14     |
| 6     | Polen                  | Natalia Bartosiewicz Oliwia Pakula Aleksandra Szczerbaczewicz Adrianna Janowicz | 3:37,52     |
| 7     | Australien             | Emily Lawson Georgia Wassall Georgia Griffith Samantha Lind                     | 3:39,65     |
|       | Jamaika                | Dawnalee Loney Tiffany James Asaine Hall Genekee Leith                          | DSQ 2       |

Datum: 27. Juli, 16:35 Uhr

### Hochsprung
| Platz | Athletin              | Land | Höhe (m) |
| ----- | --------------------- | ---- | -------- |
| 1     | Morgan Lake           | GBR  | 1,93     |
| 2     | Michaela Hrubá        | CZE  | 1,91 NJR |
| 3     | Irina Iljewa          | RUS  | 1,88     |
| 4     | Rachel McCoy          | USA  | 1,88 PB  |
| 5     | Iryna Heraschtschenko | UKR  | 1,85     |
|       | Cassie Purdon         | AUS  | 1,85 PB  |
| 7     | Erika Furlani         | ITA  | 1,85     |
| 8     | Wang Lin              | CHN  | 1,82     |

Datum: 27. Juli, 15:00 Uhr
Teilnehmerinnen aus deutschsprachigen Ländern, die in der Qualifikation ausschieden:
Loenie Reuter  GER, 1,79
Sophie Frank  GER, 1,79

### Stabhochsprung
| Platz | Athletin                | Land | Höhe (m) |
| ----- | ----------------------- | ---- | -------- |
| 1     | Alena Lutkowskaja       | RUS  | 4,50     |
| 2     | Desiree Freier          | USA  | 4,45     |
| 3     | Eliza McCartney         | NZL  | 4,45     |
| 4     | Nina Kennedy            | AUS  | 4,40     |
| 5     | Anastassija Sadownikowa | RUS  | 4,25     |
| 6     | Rebeka Silhanová        | CZE  | 4,25     |
| 7     | Elienor Werner          | SWE  | 4,20     |
| 8     | Reena Koll              | EST  | 4,20     |

Datum: 24. Juli, 18:00 Uhr
Teilnehmerin aus deutschsprachigen Ländern, die in der Qualifikation ausschied:
Rebecca Pietsch  GER, 3,90

### Weitsprung
| Platz | Athletin           | Land | Weite (m) |
| ----- | ------------------ | ---- | --------- |
| 1     | Akela Jones        | BAR  | 6,34      |
| 2     | Nadia Akpana Assa  | NOR  | 6,31      |
| 3     | Maryse Luzolo      | GER  | 6,24      |
| 4     | Jogailė Petrokaitė | LTU  | 6,13      |
| 5     | Quanesha Burks     | USA  | 6,04      |
| 6     | Jazmin McCoy       | USA  | 6,01      |
| 7     | Rougui Sow         | FRA  | 5,98      |
| 8     | Elise Malmberg     | SWE  | 5,95      |

Datum: 23. Juli, 19:05 Uhr

### Dreisprung
| Platz | Athletin          | Land | Weite (m) |
| ----- | ----------------- | ---- | --------- |
| 1     | Rouguy Diallo     | FRA  | 14,44     |
| 2     | Liadagmis Povea   | CUB  | 14,07     |
| 3     | Li Xiaohong       | CHN  | 14.03     |
| 4     | Walerija Fedorowa | RUS  | 13,96     |
| 5     | Elena Panțuroiu   | ROU  | 13,73     |
| 6     | Ana Peleteiro     | ESP  | 13,71     |
| 7     | Marshay Ryan      | USA  | 13,60 PB  |
| 8     | Núbia Soares      | BRA  | 13,53     |

Datum: 26. Juli, 15:30 Uhr
Teilnehmerin aus deutschsprachigen Ländern, die in der Qualifikation ausschied:
Isabella Marten  GER, 13,11

### Kugelstoßen
| Platz | Athletin             | Land | Weite (m) |
| ----- | -------------------- | ---- | --------- |
| 1     | Guo Tianqian         | CHN  | 17,71     |
| 2     | Raven Saunders       | USA  | 16,63     |
| 3     | Emel Dereli          | TUR  | 16,55     |
| 4     | Jiaqi Xu             | CHN  | 16,32     |
| 5     | Klaudia Kardasz      | POL  | 16,29 PB  |
| 6     | Fanny Roos           | SWE  | 16,29 NJR |
| 7     | Jelena Besrutschenko | RUS  | 16,24 PB  |
| 8     | Lezaan Jordaan       | RSA  | 16,15 PB  |

Datum: 25. Juli, 18:35 Uhr
Teilnehmerinnen aus deutschsprachigen Ländern:
Platz 12: Laura Jokeit  GER, 14,61
In der Qualifikation ausgeschieden:
Alina Kenzel  GER, 14,86

### Diskuswurf
| Platz | Athletin         | Land | Weite (m) |
| ----- | ---------------- | ---- | --------- |
| 1     | Izabela da Silva | BRA  | 58,03 WJL |
| 2     | Valarie Allman   | USA  | 56,75     |
| 3     | Navjeet Dhillon  | IND  | 56,36 PB  |
| 4     | Yan Liang        | CHN  | 56,27     |
| 5     | Claudine Vita    | GER  | 55,58     |
| 6     | Tetjana Jurjewa  | UKR  | 54,35     |
| 7     | Filoi Aokuso     | AUS  | 53,92 PB  |
| 8     | June Kintana     | ESP  | 53,36     |

Datum: 25. Juli, 19:45 Uhr
Weitere Teilnehmerin aus deutschsprachigen Ländern, die in der Qualifikation ausschied:
Evi Weber  GER, 48,27

### Hammerwurf
| Platz | Athletin               | Land | Weite (m) |
| ----- | ---------------------- | ---- | --------- |
| 1     | Aljona Schamotina      | UKR  | 66,05     |
| 2     | Réka Gyurátz           | HUN  | 64,68     |
| 3     | Iliana Korosidou       | GRE  | 63,67     |
| 4     | Audrey Ciofani         | FRA  | 63,30 PB  |
| 5     | Beatrice Nedberg Llano | NOR  | 63,23     |
| 6     | Zsófia Bácskay         | HUN  | 62,51     |
| 7     | Katarzyna Furmanek     | POL  | 61,93     |
| 8     | Vanessa Sterckendries  | BEL  | 61,63 NJR |

Datum: 23. Juli, 17:30 Uhr
Teilnehmerin aus deutschsprachigen Ländern:
Platz 12: Sophie Gimmler  GER, 55,50

### Speerwurf
| Platz | Athletin             | Land | Weite (m) |
| ----- | -------------------- | ---- | --------- |
| 1     | Jekaterina Starygina | RUS  | 56,85 SB  |
| 2     | Sofi Flink           | SWE  | 56,70     |
| 3     | Sara Kolak           | CRO  | 55,74     |
| 4     | Marcelina Witek      | POL  | 54,14     |
| 5     | Maria Andrejczyk     | POL  | 53,66     |
| 6     | Christine Winkler    | GER  | 53,53     |
| 7     | Marie-Therese Obst   | NOR  | 53,19     |
| 8     | Arantza Moreno       | ESP  | 52,08     |

Datum: 24. Juli, 19:30 Uhr

### Siebenkampf

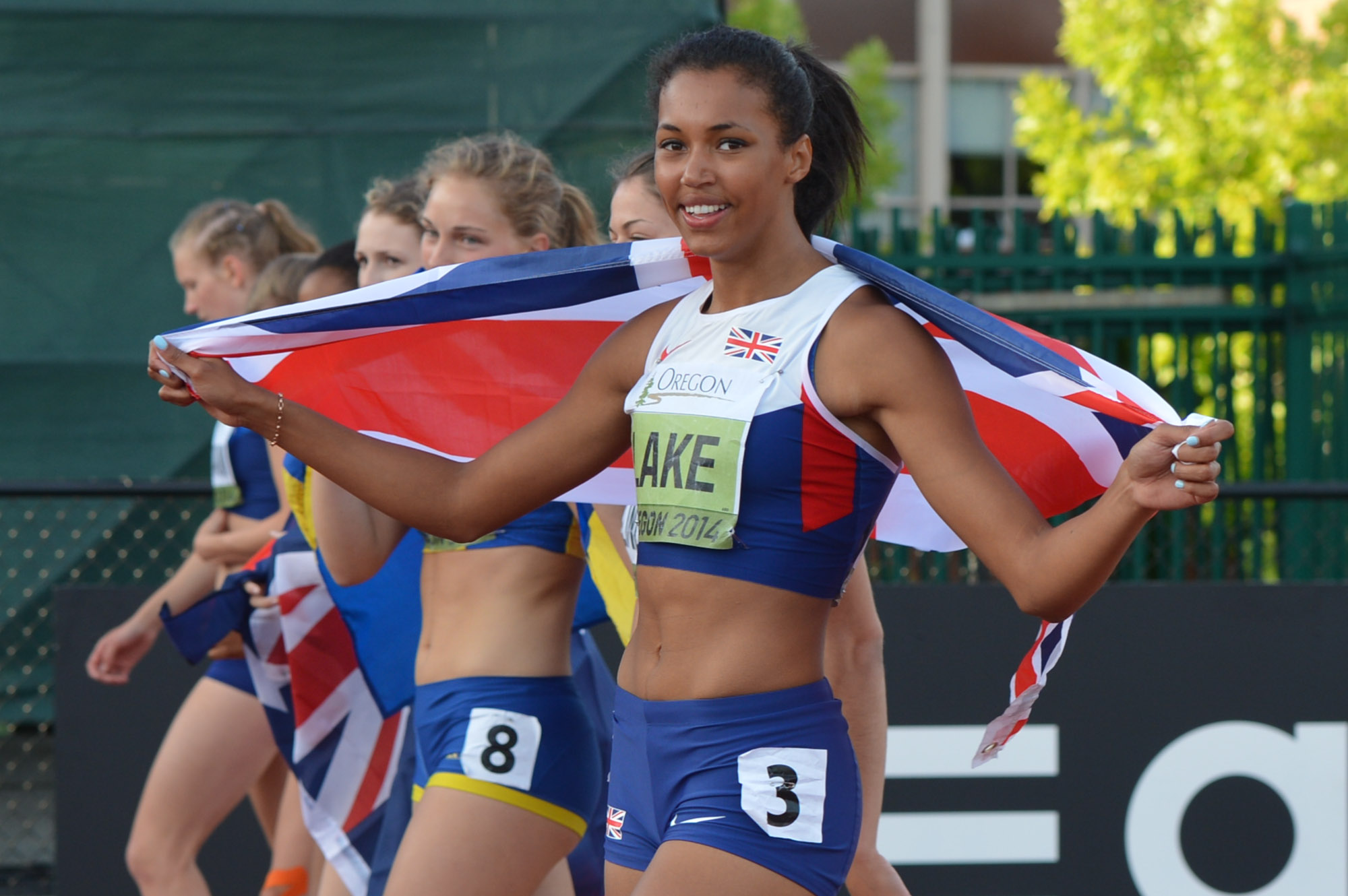
Morgan Lake

| Platz | Athletin           | Land | Punkte  |
| ----- | ------------------ | ---- | ------- |
| 1     | Morgan Lake        | GBR  | 6148 PB |
| 2     | Yorgelis Rodríguez | CUB  | 6006    |
| 3     | Nadine Visser      | NED  | 5948    |
| 4     | Celina Leffler     | GER  | 5746    |
| 5     | Louisa Grauvogel   | GER  | 5621 PB |
| 6     | Sofia Linde        | SWE  | 5616    |
| 7     | Georgia Ellenwood  | CAN  | 5594 PB |
| 8     | Emma Stenlöf       | SWE  | 5562    |

Datum: 22. bis 23. Juli
Weitere Teilnehmerinnen aus deutschsprachigen Ländern:
Platz 9: Verena Preiner  AUT, 5530 PB
Platz 11: Caroline Agnou  SUI, 5486
Platz 16: Birgit Schönfelder  AUT, 5233

## Abkürzungen
- WR = Weltrekord
- WU20R = U20-Weltrekord
- OR = olympischer Rekord
- YOR = olympischer Jugendrekord
- AR = Kontinentalrekord
- AU20R = U20-Kontinentalrekord
- NR = nationaler Rekord
- NU20R = nationaler U20-Rekord
- CR = Meisterschaftsrekord
- MR = Veranstaltungsrekord
- WB = Weltbestleistung
- WU20B = U20-Weltbestleistung
- WU18B = U18-Weltbestleistung
- AB = Kontinentalbestleistung
- AU20B = U20-Kontinentalbestleistung
- AU18B = U18-Kontinentalbestleistung
- NB = nationale Bestleistung
- NU20B = nationale U20-Bestleistung
- NU18B = nationale U18-Bestleistung
- PB = persönliche Bestleistung
- SB = persönliche Saisonbestleistung
- QB = Qualifikationsbestleistung
- WL = Weltjahresbestleistung
- WU20L = U20-Weltjahresbestleistung
- WU18L = U18-Weltjahresbestleistung
- DSQ = disqualifiziert (engl. Disqualified)
- DNS = Wettkampf nicht angetreten (engl. Did Not Start)
- DNF = Wettkampf nicht beendet (engl. Did Not Finish)

## Medaillenspiegel
| Medaillenspiegel | Medaillenspiegel       | Medaillenspiegel | Medaillenspiegel | Medaillenspiegel | Medaillenspiegel |
| Platz            | Land                   | Gold             | Silber           | Bronze           | Gesamt           |
| ---------------- | ---------------------- | ---------------- | ---------------- | ---------------- | ---------------- |
| 01               | Vereinigte Staaten     | 11               | 5                | 5                | 21               |
| 02               | Kenia                  | 4                | 5                | 7                | 16               |
| 03               | Äthiopien              | 3                | 3                | 0                | 6                |
| 04               | Vereinigtes Königreich | 3                | 2                | 1                | 6                |
| 05               | Russland               | 3                | 1                | 2                | 6                |
| 06               | Frankreich             | 3                | 0                | 0                | 3                |
| 07               | Volksrepublik China    | 2                | 2                | 2                | 6                |
| 08               | Tschechien             | 2                | 1                | 0                | 3                |
| 09               | Kuba                   | 1                | 4                | 0                | 5                |
| 10               | Japan                  | 1                | 3                | 2                | 6                |
| 11               | Jamaika                | 1                | 2                | 3                | 6                |
| 12               | Bahrain                | 1                | 1                | 2                | 4                |
| 13               | Brasilien              | 1                | 0                | 1                | 2                |
|                  | Kroatien               | 1                | 0                | 1                | 2                |
| 15               | Barbados               | 1                | 0                | 0                | 1                |
|                  | Lettland               | 1                | 0                | 0                | 1                |
|                  | Polen                  | 1                | 0                | 0                | 1                |
|                  | Katar                  | 1                | 0                | 0                | 1                |
|                  | Trinidad und Tobago    | 1                | 0                | 0                | 1                |
|                  | Uganda                 | 1                | 0                | 0                | 1                |
| 22               | Deutschland            | 0                | 2                | 5                | 7                |
| 23               | Schweden               | 0                | 2                | 1                | 3                |
| 24               | Ungarn                 | 0                | 2                | 0                | 2                |
| 25               | Niederlande            | 0                | 1                | 2                | 3                |
| 26               | Australien             | 0                | 1                | 1                | 2                |
|                  | Ecuador                | 0                | 1                | 1                | 2                |
|                  | Norwegen               | 0                | 1                | 1                | 2                |
| 29               | Belarus                | 0                | 1                | 0                | 1                |
|                  | Dschibuti              | 0                | 1                | 0                | 1                |
|                  | Spanien                | 0                | 1                | 0                | 1                |
|                  | Nigeria                | 0                | 1                | 0                | 1                |
|                  | Slowenien              | 0                | 1                | 0                | 1                |
| 34               | Griechenland           | 0                | 0                | 1                | 1                |
|                  | Indien                 | 0                | 0                | 1                | 1                |
|                  | Südkorea               | 0                | 0                | 1                | 1                |
|                  | Moldau                 | 0                | 0                | 1                | 1                |
|                  | Neuseeland             | 0                | 0                | 1                | 1                |
|                  | Peru                   | 0                | 0                | 1                | 1                |
|                  | Türkei                 | 0                | 0                | 1                | 1                |
| Gesamt           | Gesamt                 | 44               | 44               | 44               | 132              |